# Jannabi (樂團)
JANNABI（韓語：잔나비），為韓國男子音樂團體中獨立搖滾樂團，由崔政勳、金度亨、尹結、張景俊，四個成員組成。除了鼓手尹結，其餘三個人是從小住在韓國城南市盆塘區認識的朋友，因此又被韓國人稱為盆塘樂團，與一般在弘大發跡的獨立樂團有所不同。2019年以〈為了猶豫不決的戀人們〉一曲聲名大噪，享有人氣。2020年韓國大眾音樂賞最佳現代搖滾專輯評審張岷載評論 JANNABI ：「自從〈為了猶豫不決的戀人們〉暢銷之後，韓國歌謠界的復古情歌，長歌名明顯增多，從側面證明JANNABI重燃了被大衆遺忘的歌謠感性。《傳說》改變了2019年樂壇的格局。」
JANNABI 的影響不僅是韓國樂壇，還將新復古風潮推向2019年韓國流行頂端，成為新復古的代名詞，「以新復古帶來的JANNABI狂熱不會這麼輕易消失。」

現以崔政勳、金度亨兩人組活動。

## 團體資料

### 團名由來
JANNABI 在純韓語意指「猴子」，由樂團身邊的朋友取名，象徵成員都是1992年出生，生肖屬猴的意思。

### 團體介紹
大家好，我們是Group Sound JANNABI
不用樂團（band）而是以組合聲音（Group Sound）自稱，因為受到1960-1970年代韓國樂團的影響。

### 成員資料
| 現任成員   | 現任成員 | 現任成員                            | 現任成員                 | 現任成員   |
| 本名       | 本名     | 出生日期／出生地點                  | 學歷                     | 團內擔當   |
| 漢字       | 諺文     | 出生日期／出生地點                  | 學歷                     | 團內擔當   |
| ---------- | -------- | ----------------------------------- | ------------------------ | ---------- |
| 崔政勳     | 최정훈   | 1992年3月10日 · 京畿道城南市盆塘區  | 慶熙大學工商管理學院     | 隊長、主唱 |
| 金度亨     | 김도형   | 1992年4月17日 · 京畿道城南市盆塘區  | 二梅高中(轉學)→盛志高中  | 吉他       |
| 未活動成員 |          |                                     |                          |            |
| 張景俊     | 장경준   | 1992年10月12日 · 京畿道城南市盆塘區 | 東亞大學廣播與媒體製作系 | 貝斯       |
| 已離開成員 |          |                                     |                          |            |
| 劉永㧋     | 유영현   | 1992年4月4日 ·                      | 二梅高中                 | 鋼琴       |
| 尹結       | 윤결     | 1992年6月15日 · 慶尚南道咸陽郡      | 東亞大學應用音樂系       | 爵士鼓     |

### 成員變遷
2019年5月24日，所屬社回應Jannabi成員劉永㧋曾經參與校園暴力事件，主動退出Jannabi。
2021年，鼓手尹潔因酒席女性暴力事件，遭警方立案，於合同期限內仍參與JANNABI演出，合同結束後即退出。

## 演藝經歷

### 2012年之前：高中樂團、練習生
崔政勳和張景俊是國小國中同學，國中曾經一起在樂團活動。崔政勳聽說金度亨是從他的YouTube自作曲開始，兩人各自在國中參與樂團活動，曾是彼此的競爭對手，兩人第一次見面是在高中時期。金度亨在VLIVE直播提過此往事，高中時期他幫崔政勳作曲，他們倆之後和張景俊一起在同個樂團社團活動。
高中畢業後，三個人各自尋找大型娛樂經紀公司簽約。2011年金度亨和張景俊以「楊花鎮樂團」出道，崔政勳因為父母反對無法加入。最後，崔政勳一個人去FNC娛樂試鏡成功，自己簽約成為FNC練習生。一年後楊花鎮樂團解散，崔政勳也因爲想和朋友自由地創作音樂而離開FNC。

### 2012-2013年：草創三人組、Superstar K5
2012年，20歲的金度亨介紹他的朋友劉永㧋加入，成立JANNABI 最初三人組。
2013年8月16日 ，JANNABI 參與Superstar K5，初次亮相於電視前。金度亨，劉永㧋先後被淘汰，崔政勳獲得資格，加入所屬的Plan B，在決選時以Top 7落敗。他們從中認識新沙洞老虎，獲得他的幫助。除了提供建議和參與製作過程，新沙洞老虎沒有介入歌曲修改，獲得JANNABI的感激和讚揚。

### 2014-2015年：出道
4月16日，新聞明確寫著JANNABI 於4月18日出道，因為當天發生世越號船難，JANNABI 和新沙洞老虎表示弔念之外，延後歌曲發行時間。4月28日，JANNABI 以數位單曲〈火箭〉出道。在此之前，JANNABI 在韓國街頭表演超過80場次。JANNABI 持續發行數位單曲，在8月28日發行〈跳鋼管舞〉、〈 究竟是愛過的關係還是錯過的緣分？在我們認識並不短的時間裡，總是將我的心上鎖〉，10月29日 發行〈November Rain〉，11月5日公開演唱會海報，在11月7日在弘大Ta 俱樂部舉行第二場迷你演唱會《November Rain》。
2015年招新貝斯手張景俊和鼓手尹結。張景俊從原本客座貝斯手晉升成正式成員，尹結經過大學同學張景俊介紹下參與鼓手試鏡通過。

### 2016年：正規一輯《MONKEY HOTEL》
8月4日，以2015年已經寫好的歌曲〈炙熱的夏夜過去，雖然剩下的東西並不起眼〉作為《MONKEY HOTEL》主打曲發表，獲得大眾關注。

### 2017-2018年：She、Good Boy Twist、合作曲
2017年9月，主唱崔政勳參與OVAN的歌曲。
2018年6月4日，崔政勳參與Changmo專輯收錄曲〈紫丁香〉Feat。10月22日，JANNABI Feat李文世正規十六輯收錄曲〈沿路上我走著〉。
12月21日，JANNABI 和樂童音樂家李秀賢合作，發行了聖誕數位單曲〈Made In Christmas〉，Melon實時榜首小時進入96位，是JANNABI 第一首空降進入Melon前100位的歌曲。

### 2019年：正規二輯《傳說》、新復古和長曲目熱潮、尹結入伍
4月12日，JANNABI 因為主唱崔政勳參與《我獨自生活》，展現復古的感性生活使3月發表的主打曲〈致猶豫不決的戀人們(주저하는 연인들을 위해)〉開始逆行，一度來到實時一位。為此，JANNABI 官方Instagram表達感謝。
5月1日，JANNABI 受邀參加百想藝術大賞，翻唱金民基的《山峰》。
6月24日，JANNABI 因為劉永㧋退出，更新四人組的團體照。
9月11日，尹結親筆信寫下10月10日入伍的消息。10月10日之後，JANNABI 以三人組活動，鼓手為外聘鼓手。10月19日，Jannabi以不朽的名曲：傳說在歌唱重新回歸電視節目上。
11月7日，Gaon音樂榜公布Jannabi〈致猶豫不決的戀人們(주저하는 연인들을 위해)〉串流指數突破1億。11月16日，Jannabi 獲得VLIVE Discover賞，同時是Jannabi首次在高尺巨蛋表演。
11月30日，JANNABI 在甜瓜音樂獎首次拿下Top 10。甜瓜音樂獎以「獨立偶像」介紹 Jannabi，因為是歷史上第一位入圍網路人氣賞的獨立歌手。

### 2020年到迄今：第二次全國巡演《NONSENSE II》
1月15日，JANNABI 第二次全國巡演《NONSENSE II》開放售票，5個地方共20,000位置在一個晚上全部售罄。佔據INTERPARK銷售榜前三。 （页面存档备份，存于）
11月6日，JANNABI發行第二張迷你專輯《JANNABI's Small Pieces 1》，主打曲為<가을밤에 든 생각>。

## 藝術才華

### 音樂啟蒙
從小學開始，崔政勳就開始接觸艾爾頓·約翰、黑色安息日 、山回音等音樂。 2004年艾爾頓·約翰首次來韓演出時，從媽媽那裏聽到創作歌手這個名詞，崔政勳說：「我從小學開始就想成為創作歌手。」金度亨受親戚姐姐的影響，從小開始接觸徐太志，逐漸擴展到奧茲·奧斯本。他們曾經共同陶醉於披頭四。四個人都是皇后樂團忠實粉絲。因此 JANNABI 早期作品〈火箭〉、〈 究竟是愛過的關係還是錯過的緣分？在我們認識並不短的時間裡，總是將我的心上鎖〉有皇后樂團、魔力紅的影子。

### 生活方式
JANNABI 的音樂以復古音樂為主，這不是團體刻意塑造的音樂取向，成員不覺得自己的音樂是復古風，但是力求「恢復古典的樂隊音樂」。
在專輯封面以Group Sounds作自我介紹，是1960-1970年代韓國樂隊才會使用的字眼。
為了維持這種古典風格，崔政勳一直使用2G手機以集中工作。直到2019年9月26日在個人Instagram上傳最新款iPhone機型，「新時代 mode。」宣告2G手機時代結束。

## 音樂作品
| 正規專輯 - 2016年《MONKEY HOTEL》 - 2019年《傳說》 - 2021年《THE LAND OF FANTASY 》 - 2025年《Sound of Music Pt.1》 迷你專輯 - 2013年《See Your Eyes》 - 2020年《JANNABI's Small Pieces 1》 - 2022年《JANNABI's Small Pieces 2》 特別專輯 - 2018年《MONKEY HOTEL [Special Edition]》 單曲 - 2014年4月《火箭(로켓트)》 - 2014年8月《跳鋼管舞(봉춤을 추네)》 - 2014年10月 《November Rain》 - 2017年9月《She》 - 2018年8月《Good Boy Twist》 - 2018年12月 《Made In Christmas》 - 2019年1月《像初次見面時一樣(처음 만날 때처럼)》 - 2023年6月《Pony》 原聲帶專輯 - 2019年2月3日 羅曼史是別冊附錄〈我看不到的故事(나는 볼 수 없던 이야기)〉 - 2016年6月19日 獨酒男女〈可以笑嗎(웃어도 될까요)〉 - 2015年10月9日 第二個二十歲〈Cuckoo(쿠쿠)〉 - 2015年5月15日 前女友俱樂部〈花花綠綠(알록달록)〉 - 2015年4月28日 一起吃飯吧2〈Paradise(파라다이스)〉 |

## 影視作品

### 綜藝節目
| 日期                           | 節目名稱                         | 集數     | 參與成員                              |
| ------------------------------ | -------------------------------- | -------- | ------------------------------------- |
| 2017年2月18日                  | 柳熙烈的寫生簿                   | EP.352   | 全體成員                              |
| 2017年3月18日                  | 不朽的名曲：傳說在歌唱           | EP.295   | 全體成員                              |
| 2017年6月10日                  | 不朽的名曲：傳說在歌唱           | EP.307   | 全體成員                              |
| 2017年6月17日                  | 不朽的名曲：傳說在歌唱           | EP.308   | 全體成員                              |
| 2017年8月5日                   | 不朽的名曲：傳說在歌唱           | EP.315   | 全體成員                              |
| 2017年8月25日                  | 柳熙烈的寫生簿                   | EP.407   | 全體成員                              |
| 2018年8月11日                  | 不朽的名曲：傳說在歌唱           | EP.365   | 全體成員                              |
| 2018年12月23日                 | 神秘音樂秀：蒙面歌王             | EP.183   | 崔政勳(生薑有沒有? 姜餅人)            |
| 2018年12月30日                 | 神秘音樂秀：蒙面歌王             | EP.184   | 崔政勳(生薑有沒有? 姜餅人)            |
| 2019年3月5日                   | 親吻 (韓國綜藝)                  | EP.01    | 崔政勳                                |
| 2019年3月12日                  | 親吻 (韓國綜藝)                  | EP.02    | 崔政勳                                |
| 2019年3月19日                  | 親吻 (韓國綜藝)                  | EP.03    | 崔政勳                                |
| 2019年3月22日                  | 柳熙烈的寫生簿                   | EP.435   | 全體成員                              |
| 2019年3月26日                  | 親吻 (韓國綜藝)                  | EP.04    | 崔政勳                                |
| 2019年4月12日                  | 我獨自生活                       | EP.289   | 崔政勳                                |
| 2019年4月13日                  | 不朽的名曲：傳說在歌唱           | EP.398   | 全體成員                              |
| 2019年4月22日                  | 大國民脫口秀-你好                | EP.412   | 崔政勳                                |
| 2019年4月23日                  | 深夜正式演藝                     | EP.106   | 全體成員                              |
| 2019年5月10日                  | 我獨自生活                       | EP.293   | 崔政勳(彩虹現場/出演)、全體成員(出演) |
| 2019年10月19日                 | 不朽的名曲：傳說在歌唱           | EP.405   | 全體成員                              |
| 2020年3月28日                  | 玩什麼好呢                       | EP.35    | 全體成員                              |
| 2022年4月22日                  | 柳熙烈的寫生簿                   | EP.587   | 崔政勳                                |
| 2022年6月15日                  | 屋塔房的問題兒童們               | EP.182   | 崔政勳                                |
| 2023年3月9日 至 2023年5月11日  | 沒有數學的修學旅行               | 固定成員 | 崔政勳                                |
| 2023年5月14日 至 2023年8月18日 | The Seasons S2: 崔政勳的夜之公園 | 固定主持 | 崔政勳                                |
| 2023年6月4日                   | 我家的熊孩子                     | EP.346   | 崔政勳                                |

## 演唱會

### 單獨演唱會
| 年分 | 日期            | 演唱會名稱                                  | 國家 | 舉行地點                         | 動員人數 | 備註               |
| ---- | --------------- | ------------------------------------------- | ---- | -------------------------------- | -------- | ------------------ |
| 2013 | 6月21日         | 1st                                         | 韓國 | Tungsten Hall(텅스텐홀)          | 30       | 出道前舉行的演唱會 |
| 2014 | 11月7日         | 2th《November Rain》                        | 韓國 | 弘大俱樂部(홍대 클럽)            |          |                    |
| 2015 | 3月21日         | 3rd《作戰名青春》                           | 韓國 | 弘大 Evans lounge (에반스라운지) |          |                    |
| 2015 | 7月4日          | 4th《Fire》                                 | 韓國 | 首爾 Rolling Hall (롤링홀)       |          |                    |
| 2015 | 7月25日         | 5th《Thank you》                            | 韓國 | 弘大 Evans lounge (에반스라운지) |          |                    |
| 2015 | 11月28日        | 6th《Change》                               | 韓國 | 首爾 現代信用卡UNDERSTAGE        |          |                    |
| 2016 | 6月18日         | 7th《Monkey Hotel》                         | 韓國 | 首爾 想像廣場(KT&G상상마당)      | 700      |                    |
| 2016 | 12月18日        | 8th《JANNABI AND THE NEW WORLD》            | 韓國 | 首爾 想像廣場(KT&G상상마당)      |          |                    |
| 2017 | 7月15-16日      | 9th《Stop, look and listen》                | 韓國 | 梨花女子大學 三成洞              | 1,400    |                    |
| 2017 | 12月30-31日     | 《Fantastic Old-Fashioned 送年會》          | 韓國 | 首爾 想像廣場(KT&G상상마당)      |          |                    |
| 2018 | 6月2-3日        | 《柳喜烈 Curated 12 Group Sound 'JANNABI'》 | 韓國 | 首爾 現代信用卡UNDERSTAGE        |          |                    |
| 2018 | 8月26日         | 《82.6% 等待的心情 TALK+CONCERT》           | 韓國 | 首爾 COEX 會議廳                 |          |                    |
| 2018 | 11月24日        | 10th《nonsense》                            | 韓國 | 首爾 Blue Square I-Market Hall   | 2,800    |                    |
| 2019 | 3月16-17日      | 第一次全國巡迴演唱會《Together》            | 韓國 | 首爾 Blue Square I-Market Hall   | 7,600    |                    |
| 2019 | 3月23日         | 第一次全國巡迴演唱會《Together》            | 韓國 | 清州 CJB媒體中心伊甸藝術大廳     | 7,600    |                    |
| 2019 | 3月30日         | 第一次全國巡迴演唱會《Together》            | 韓國 | 大邱 EXCO會展中心                | 7,600    |                    |
| 2019 | 4月6-7日        | 第一次全國巡迴演唱會《Together》            | 韓國 | 釜山 MBC Dream Hall              | 7,600    |                    |
| 2019 | 4月13日         | 第一次全國巡迴演唱會《Together》            | 韓國 | 全州 韓國聲音文化殿堂母樂堂      | 7,600    |                    |
| 2019 | 7月13-14日      | 《 Fools on the Hill》                      | 韓國 | 首爾 現代信用卡UNDERSTAGE        |          |                    |
| 2019 | 8月31-9月1日    | 《Fantastic Old-Fashioned Returns》         | 韓國 | 首爾 奧林匹克大廳                | 6,000    |                    |
| 2020 | 2月15-16日      | 第二次全國巡迴演唱會《NONSENSE II》         | 韓國 | 首爾 奧林匹克大廳                | 20,000   |                    |
| 2020 | 2月22日         | 第二次全國巡迴演唱會《NONSENSE II》         | 韓國 | 光州 金大中會議中心              | 20,000   |                    |
| 2020 | 2月29日，3月1日 | 第二次全國巡迴演唱會《NONSENSE II》         | 韓國 | 大邱 EXCO會展中心                | 20,000   |                    |
| 2020 | 3月14-15日      | 第二次全國巡迴演唱會《NONSENSE II》         | 韓國 | 釜山 BEXCO會展中心               | 20,000   |                    |
| 2020 | 3月21日         | 第二次全國巡迴演唱會《NONSENSE II》         | 韓國 | 春川 白翎藝術中心                | 20,000   |                    |

## 獎項及提名列表
| 頒獎年份 | 類別                     | 頒獎日期 | 獎項                          | 提名項目                         | 結果 |
| -------- | ------------------------ | -------- | ----------------------------- | -------------------------------- | ---- |
| 2020     | 金唱片獎                 | 1月4日   | 音源本賞                      | Jannabi                          | 獲獎 |
| 2020     | 韓國大眾音樂賞           | 2月27日  | 年度專輯                      | 《傳說》                         | 提名 |
| 2020     | 韓國大眾音樂賞           | 2月27日  | 年度歌曲                      | 〈為了猶豫不決的戀人們〉         | 獲獎 |
| 2020     | 韓國大眾音樂賞           | 2月27日  | 年度音樂人                    | Jannabi                          | 提名 |
| 2020     | 韓國大眾音樂賞           | 2月27日  | 最佳現代搖滾專輯              | 《傳說》                         | 提名 |
| 2020     | 韓國大眾音樂賞           | 2月27日  | 最佳現代搖滾歌曲              | 〈為了猶豫不決的戀人們〉         | 獲獎 |
| 2019     | 甜瓜音樂獎               | 11月30日 | 年度藝人                      | Jannabi                          | 提名 |
| 2019     | 甜瓜音樂獎               | 11月30日 | 年度歌曲                      | 〈為了猶豫不決的戀人們〉         | 提名 |
| 2019     | 甜瓜音樂獎               | 11月30日 | 年度專輯                      | 《傳說》                         | 提名 |
| 2019     | 甜瓜音樂獎               | 11月30日 | TOP 10                        | Jannabi                          | 獲獎 |
| 2019     | 甜瓜音樂獎               | 11月30日 | 網路人氣賞                    | Jannabi                          | 提名 |
| 2019     | Mnet亞洲音樂大獎         | 12月4日  | 年度歌曲                      | 〈為了猶豫不決的戀人們〉         | 提名 |
| 2019     | Mnet亞洲音樂大獎         | 12月4日  | 年度歌曲                      | 〈我看不到的故事〉               | 提名 |
| 2019     | Mnet亞洲音樂大獎         | 12月4日  | 最佳樂團表演賞                | Jannabi 〈為了猶豫不決的戀人們〉 | 獲獎 |
| 2019     | Mnet亞洲音樂大獎         | 12月4日  | 最佳原聲帶賞                  | 〈我看不到的故事〉               | 提名 |
| 2019     | Mnet亞洲音樂大獎         | 12月4日  | Worldwide Fans' Choice Top 10 | Jannabi                          | 提名 |
| 2019     | VLIVE AWARDS V HEARTBEAT | 11月16日 | VLIVE Discover                | Jannabi                          | 獲獎 |

## 爭議事件

### 劉永㧋學校暴力事件
2019年5月24日，被劉永㧋學校霸凌的同學在pann上寫出自己被他用塑膠袋套頭，在他眼前點打火機。官方回應過去的校園暴力行為確有其事，劉永㧋自行提出終止活動並退團的懲處，同時會向受害者求取原諒。

### 崔政勳網路造謠事件
2019年5月24日，官方承認劉永㧋學校暴力之後，開始傳出多項崔政勳負面言論：學校暴力、土湯匙cosplay、綜藝節目中的工作室是承租的、參與父親非法經營、經紀公司為父母所成立等。
金賢義調查檢方表示：“看到新聞才知道崔氏的兒子是歌手。但是兒子與本案無關。”之後陸陸續續出現親朋好友，工作室附近的居民和演藝界人士的證詞，透過pann和影片陳述崔政勳的正面品格，最後公司決定對惡意造謠者提出告訴。
2019年6月21日，韓國媒體仲裁委員會調解結果出爐，SBS《八點新聞》“崔正勳的父親兩個兒子作爲公司第一，第二大股東行使表決權等，有介入經營的嫌疑。”為錯誤報導。

## 外部連結
JANNABI 官方Instagram （页面存档备份，存于）
JANNABI 官方Facebook專頁 （页面存档备份，存于）
JANNABI 官方Twitter （页面存档备份，存于）